# Heuchelbergstraße 4 (Böckingen)

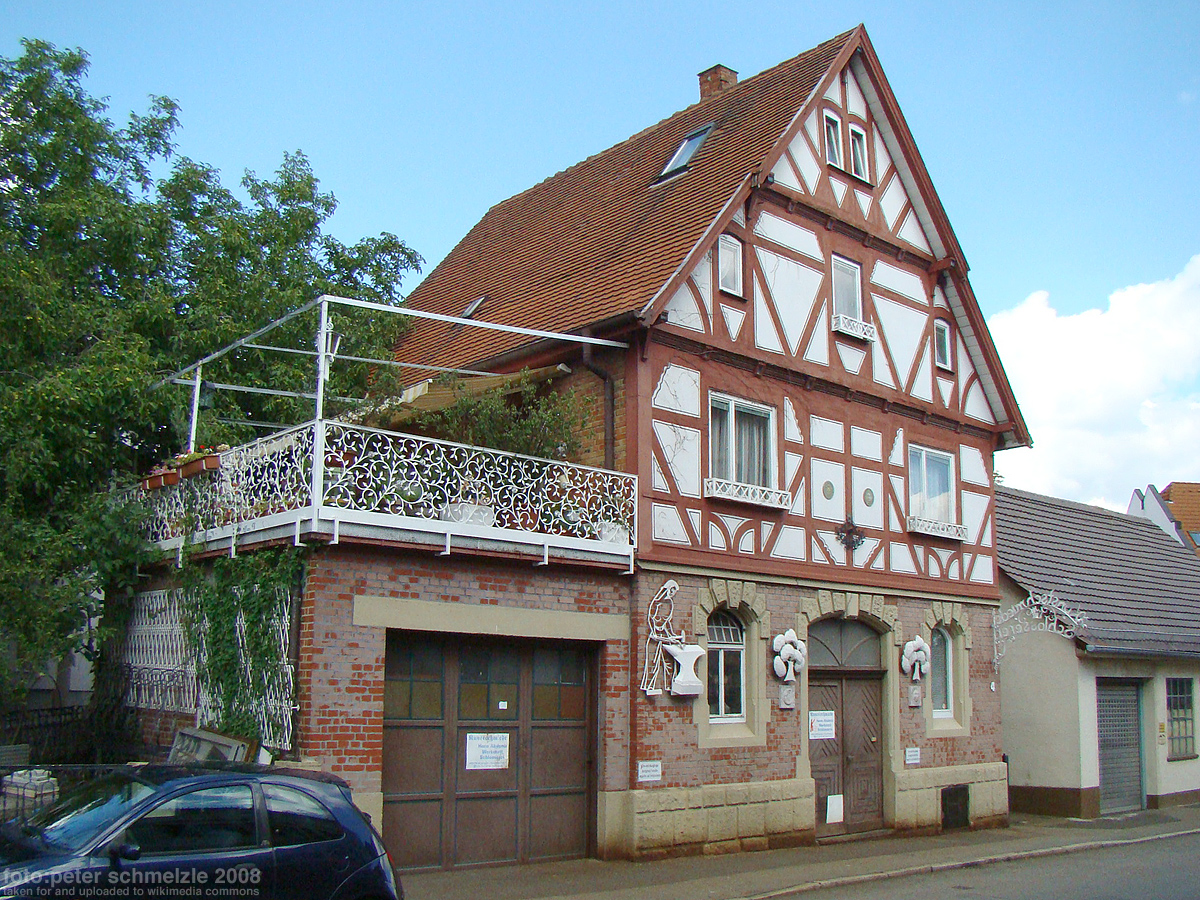
Handwerkerhaus in Heilbronn-Böckingen

Das Handwerkerhaus Heuchelbergstraße 4 im Heilbronner Stadtteil Böckingen ist ein privater Profanbau, der von Karl Tscherning für den Wagnermeister August Esslinger im Jahre 1905 errichtet worden ist. Das denkmalgeschützte Gebäude gilt als Kulturdenkmal.

## Beschreibung
Das Handwerkerhaus des August Esslinger ist ein zweistöckiger Bau, wobei das Erdgeschoss handwerklich solide mit Werkstein bearbeitet worden ist. Das Obergeschoss ist ein Fachwerkbau, der mit seinem „fränkischen Fachwerk“ an die Tradition der Handwerkhäuser zur Zeit der Renaissance erinnert.